# Marainville-sur-Madon
Marainville-sur-Madon è un comune francese di 92 abitanti situato nel dipartimento dei Vosgi nella regione del Grand Est.
Marainville-sur-Madon è il luogo d'origine di Fryderyk Chopin: è qui che nacque il padre Nicolas, trasferitosi in seguito in Polonia dove nacque il compositore.

## Società

### Evoluzione demografica
Abitanti censiti